# Vitalij Kowaljow
Vitalij Kowaljow (geboren 1968 in Tscherkassy, Ukrainische SSR) ist ein ukrainischer Opernsänger in der Stimmlage Bass.

## Leben
Kowaljow studierte am Theologischen Institut Moskau und setzte danach das Studium an der Hochschule für Musik in Bern bei Elisabeth Glauser und am Schweizerischen Opernstudio Biel fort. 1999 war er Preisträger der Placido Domingo Operalia Competition in Puerto Rico und des 39. Verdi-Wettbewerbs in Busseto. Am Theater Biel Solothurn trat er in diversen Partien in Erscheinung, so in der Titelrolle aus Verdis Attila.
Während der Saison 2006/2007 sang Kowaljow das Requiem von Giuseppe Verdi sowohl mit dem San Francisco Symphony Orchestra als auch mit dem Chicago Symphony Orchestra unter der Leitung von James Conlon. Es folgten König Philipp II. in Tokio, Sarastro in Die Zauberflöte an der Oper Colorado, Pimen in Boris Godunow in San Diego und wieder Sarastro an der Metropolitan Opera. Bis zum Sommer 2007 folgten noch eine CD-Aufnahme als Colline in La Bohème mit Anna Netrebko und Rolando Villazón in München, Banquo in Macbeth an der Washington National Opera, Kaspar in Der Freischütz in Hamburg und eine CD-Aufnahme von Leoncavallos I Medici als Francesco Pazzi mit Plácido Domingo.
In der Saison 2007/2008 debütierte Vitalij Kowaljow an der Wiener Staatsoper als Raimondo in I puritani, an der Chicago Lyric Opera als Gremin in Eugen Onegin. Er kehrte zurück an die Metropolitan Opera als Ramfis in Aida und als Oroveso in Norma und an die Bayerische Staatsoper als Zaccaria in Nabucco. Auch 2008 nahm er an Robert Dornhelms Verfilmung von Puccinis La Bohème mit Anna Netrebko und Rolando Villazón als Colline teil.
In der Saison 2008/2009 trat er an der San Francisco Opera als Fiesco in Simon Boccanegra und als Pimen in Boris Godunow auf. Außerdem debütierte er mit der Partie des Wotan in Das Rheingold und Die Walküre in der Neuproduktion von Der Ring des Nibelungen von Richard Wagner in der Regie von Achim Freyer an der Los Angeles Opera. Später in dieser Saison folgen Konzerte und eine CD-Aufnahme von Tschaikowskis Jolanthe beim Baden-Baden-Festival unter der Leitung von Waleri Gergijew.
In der Saison 2010/2011 sang Vitalij Kowaljow die Partie des Wotan in Richard Wagners Die Walküre in der Saisoneröffnung der Mailänder Scala unter der Leitung von Daniel Barenboim. Im Sommer 2011 folgte eine CD-Aufnahme als Commendatore in Mozarts Don Giovanni unter der Leitung von Yannick Nézet-Séguin.
2013 gab er in der Premiere von La forza del destino an der Bayerischen Staatsoper den Marchese di Calatrava und den Padre Guardiano.

## Repertoire
Kowaljow hat 40 große Opernpartien in seinem Repertoire, mit denen er weltweit an allen großen Opernhäusern gastiert. Darunter sind König Philip in Don Carlos (New National Theatre Tokio, September 2006), Zaccaria in Nabucco (Bayerische Staatsoper München 2011, Arena di Verona 2011) und Ramfis in Aida (Arena di Verona, 2005 und 2006), Procida in I vespri siciliani (Opéra National de Paris, 2003 und Washington National Opera 2005), Padre Guardiano in La forza del destino (Metropolitan Opera und Bayerische Staatsoper 2006) und Walter in Luisa Miller (Metropolitan Opera 2006, La Scala 2012).
Weitere Partien sind Wotan in Das Rheingold (Los Angeles 2009, 2010; Dresden 2010), Wotan in Die Walküre (Los Angeles 2009, 2010; Dresden 2010, La Scala 2010, Salzburg 2017) und Der Wanderer in Siegfried (Los Angeles 2009, 2010), Kaspar in Der Freischütz (New York, Carnegie Hall, 2006), Raimondo in Lucia di Lammermoor (Los Angeles Opera 2006, Turin 2011), Sarastro in Die Zauberflöte (Metropolitan Opera 2007), Pimen in Boris Godunow (San Diego Opera, 2006 und San Francisco Opera, 2008) und Gremin in Eugen Onegin (Chicago Lyric Opera, 2008).